# Hysteropterissus conspergulus
Hysteropterissus conspergulus är en insektsart som beskrevs av Melichar 1906. Hysteropterissus conspergulus ingår i släktet Hysteropterissus och familjen sköldstritar. Inga underarter finns listade i Catalogue of Life.